# École d'Anvers
Ne doit pas être confondu avec Académie royale des beaux-arts d'Anvers.

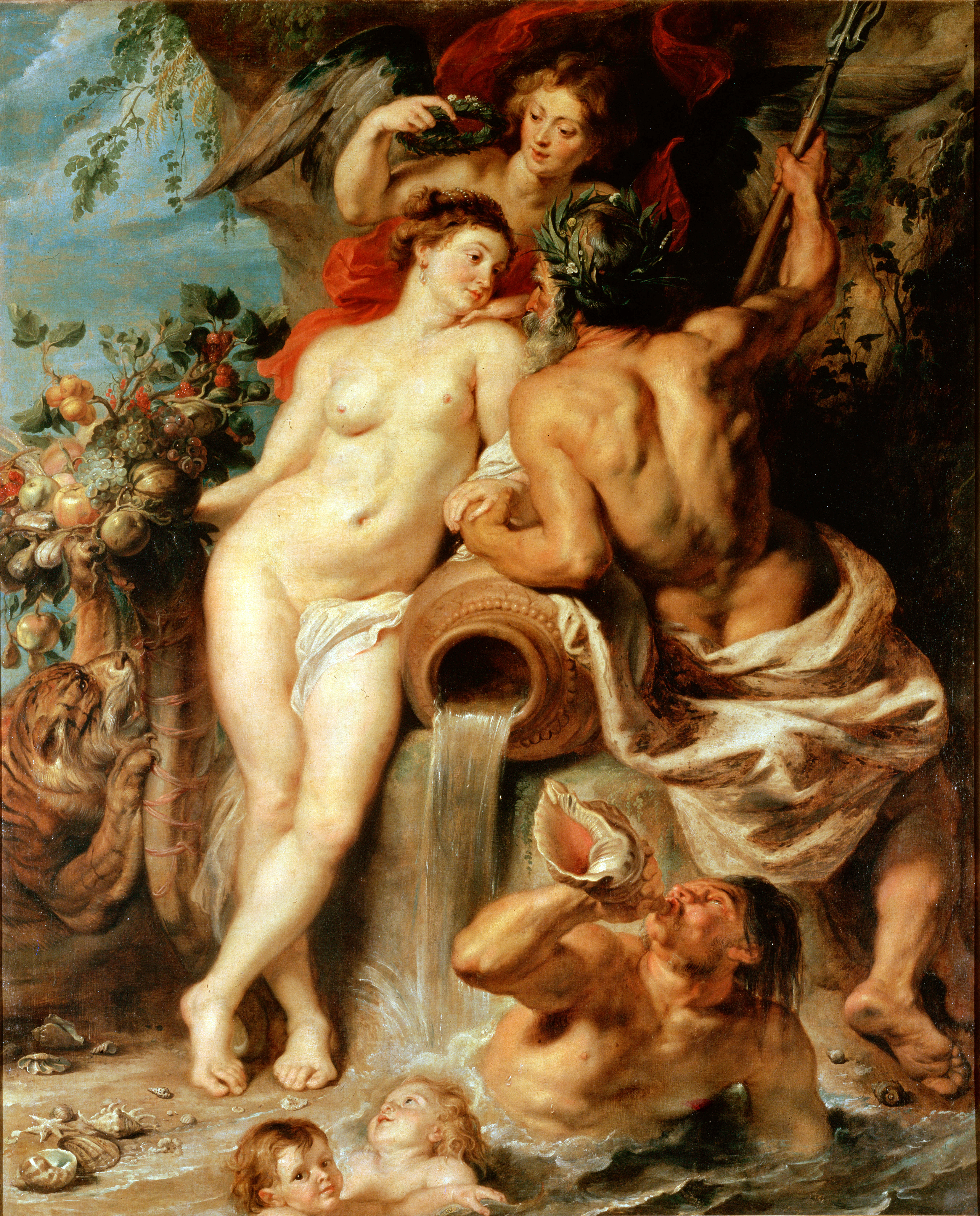
L'Union de la Terre et de l'Eau, de Pierre Paul Rubens.

L'École d'Anvers est le terme utilisé pour regrouper les artistes actifs à Anvers au XVIe siècle, quand la ville était le centre économique des Pays-Bas, et au XVIIe siècle, quand il devint le centre artistique de la peinture baroque flamande, sous Pierre Paul Rubens.

## Histoire
Anvers devient aux dépens de Bruges le principal centre commercial et d'échange des Pays-Bas vers l'année 1500. Les peintres, artistes et artisans adhèrent à la guilde de Saint-Luc, qui éduque les apprentis et garantissent la qualité de leur travail.

### Du maniérisme gothique à l’italianisme
La première école d'artistes à avoir émergé dans la ville est celle des maniéristes anversois, un groupe de peintres anonymes du gothique tardif étant actifs dans la ville de 1500 à 1520 environ. Ils sont suivis par les peintres maniéristes de la tradition italienne qui se sont développés à la fin de la Haute Renaissance. Jan Gossaert était l'un des principaux artistes de la ville de cette époque, et d'autres artistes ont perpétué son style, comme Frans Floris. À Anvers, les plus représentatifs de cette influence italienne sont Quentin Metsys, Joos van Cleve et Joachim Patinier ; en Hollande, ce sont Jacob Cornelisz van Oostsanen et son élève Lucas van Leyden.

### Renaissance flamande
Les révoltes iconoclastes de 1566 qui ont précédé la Révolte des gueux ont comme conséquences la destruction de nombreuses œuvres d'art religieux. À la suite de cela, les églises et les monastères doivent être remeublées et redécorées ; des artistes tels que Otto van Veen et les membres de la famille Francken, qui travaillent dans un style maniéristes, fournissent de nouvelles décorations religieuses. Ces événements ainsi que le blocage de l'Escaut par les Provinces-Unies en 1585 marquent aussi le déclin économique de la ville.

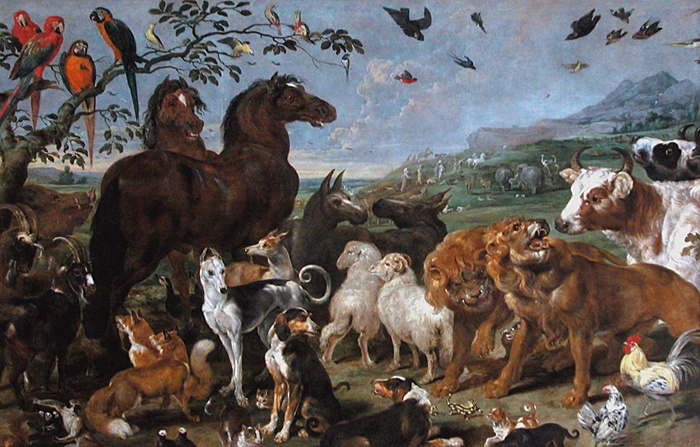
Arche de Noé, de Paul de Vos.

La ville vit un renouveau artistique au XVIIe siècle : les grands ateliers de Pierre Paul Rubens et Jacob Jordaens et l'influence d'Antoine van Dyck font d'Anvers le centre de la peinture baroque flamande. La ville devient un centre important de publication à portée internationale et produit de très grandes quantités d'estampes de vieux maîtres et d'illustrations d'ouvrages. Les peintres animaliers d'Anvers tels que Frans Snyders, Jan Fyt et Paul de Vos dominent leur spécialité en Europe tout au long d'au moins la première moitié du siècle. Plusieurs artistes rejoignent la guilde des romanistes, une société d'artistes anversois ayant été à Rome.

### Déclin
Mais comme l'économie continue de décliner et que les gouverneurs Habsbourg et l'Église réduisent leur patronage, de nombreux artistes formés à Anvers partent aux Pays-Bas, en Angleterre, en France ou ailleurs, et à la fin du XVIIe siècle, la ville n'est plus un centre majeur d'art.
L'héritage artistique d'Anvers est exposé dans de nombreux musées, et les peintures de l'École d'Anvers sont de grande valeur aux ventes aux enchères.

## Les artistes de l'École d'Anvers

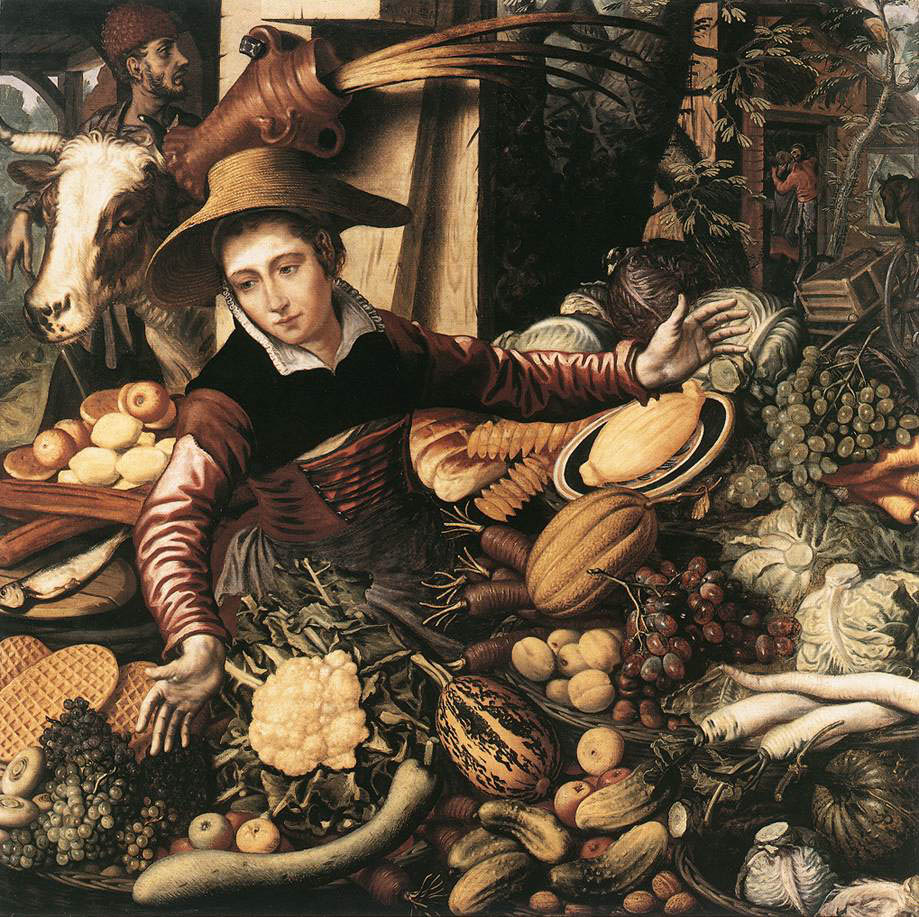
Vendeuse de légumes, de Pieter Aertsen.

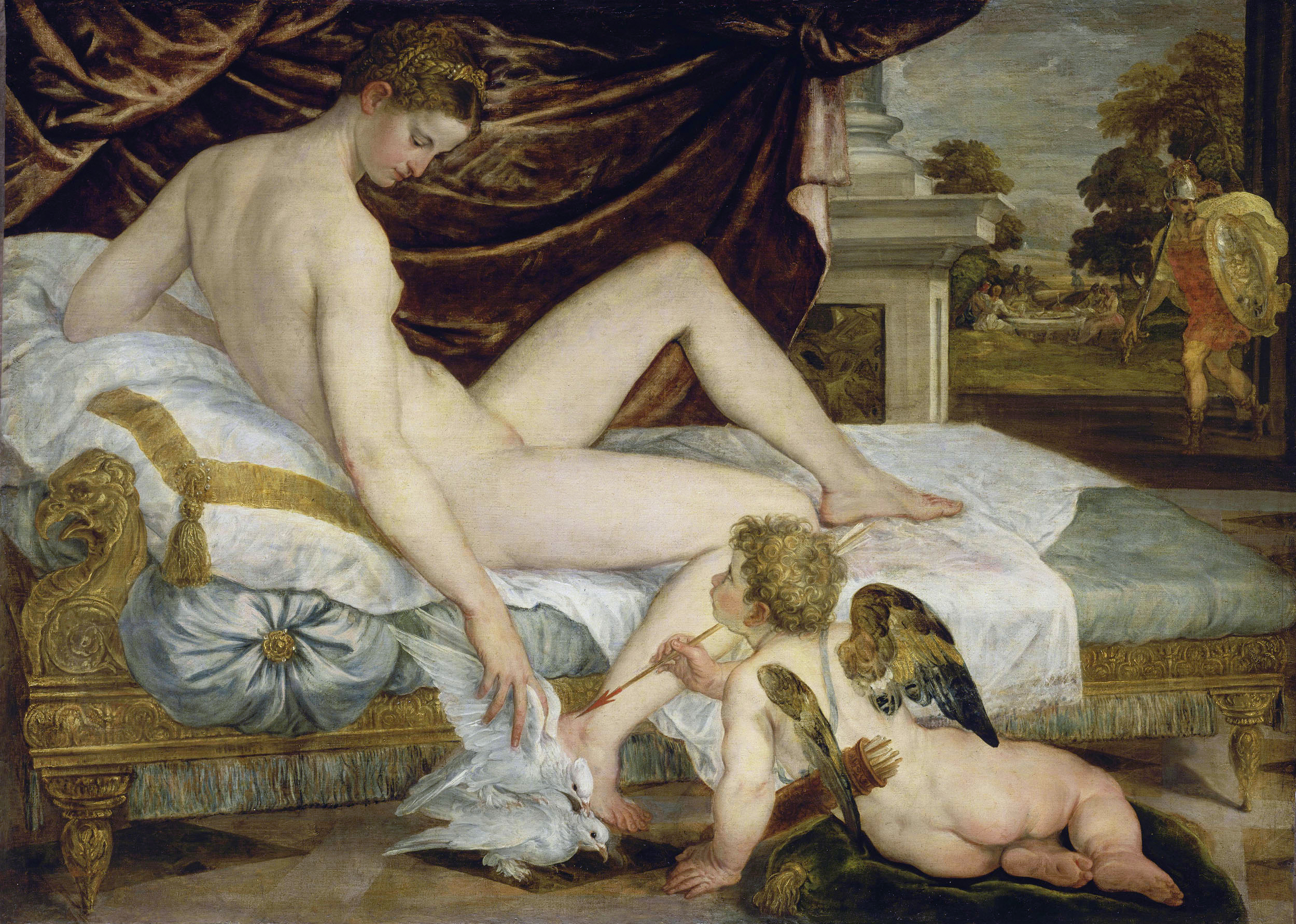
Vénus et Amour, de Lambert Sustris.

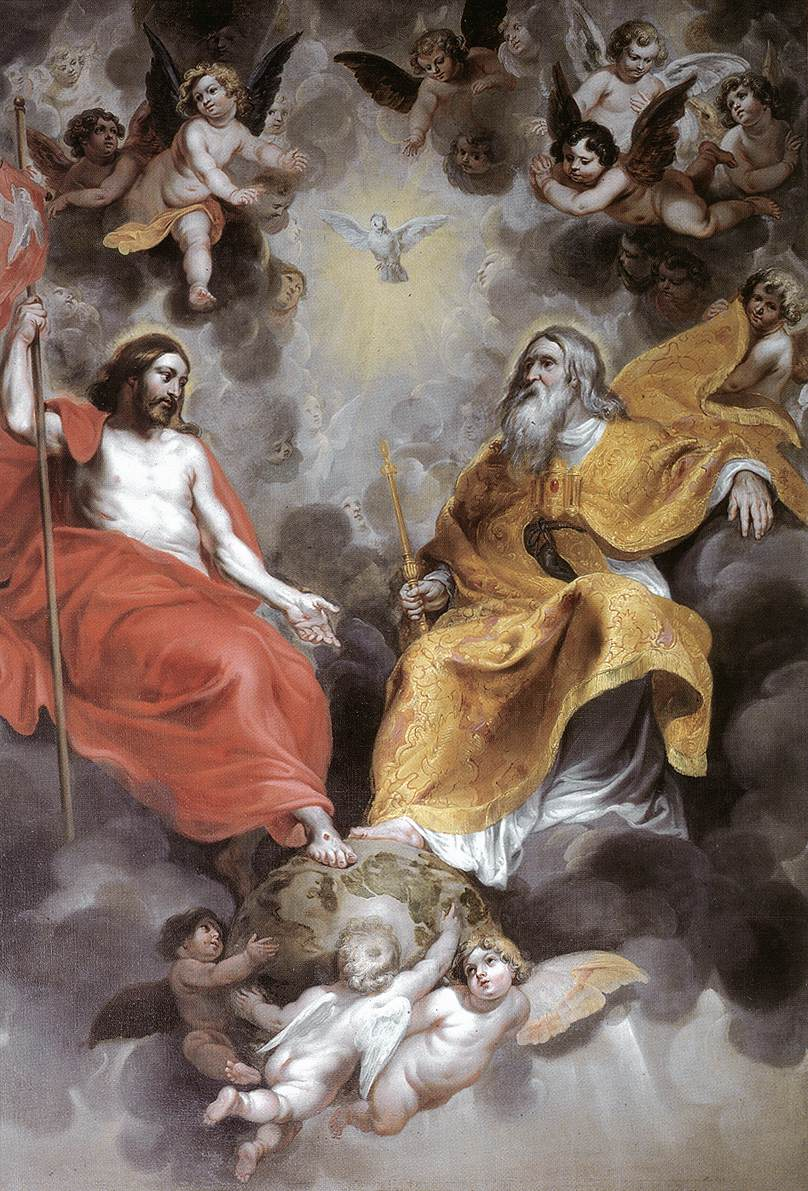
La Sainte Trinité, de Hendrick van Balen.

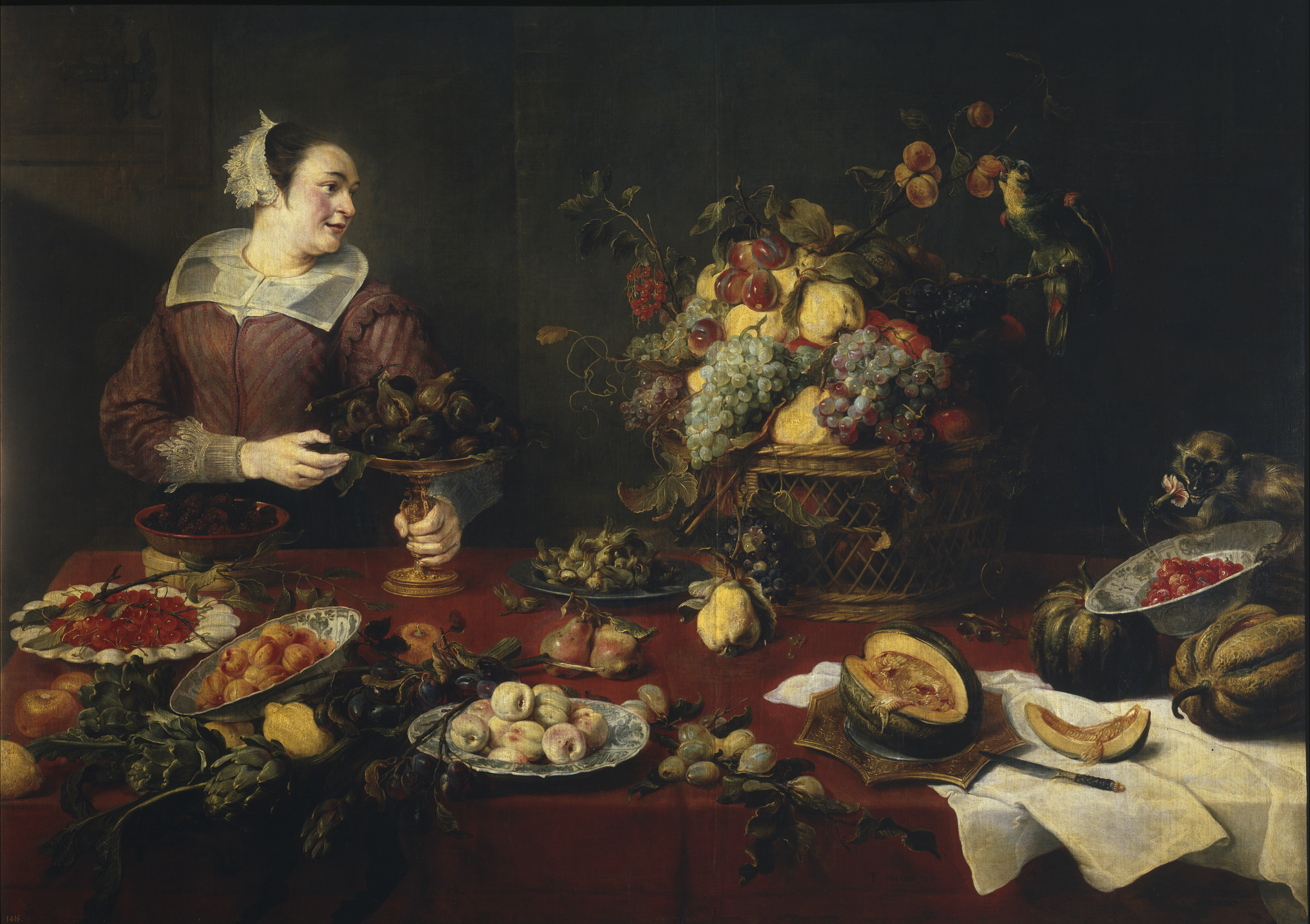
La Fruitière, de Frans Snyders.

Les artistes proviennent de toutes les Flandres, comme ceux de Malines et Bruxelles Bernard van Orley et Jan Gossaert (« Mabuse ») ou le hollandais Jan Mostaert. Au nord, à Utrecht et Middelbourg, Jan van Scorel, disciple de Mabuse, est le meilleur romaniste hollandais.
Le brugeois Lancelot Blondeel, l'anversois Jan Matsys (de l'école de Fontainebleau) et l'amstellodamois Lambert Sustris (disciple de Titien) sont les principaux représentants du maniérisme érudit, qui se développera également à Haarlem avec Maarten van Heemskerck, à Liège avec Lambert Lombard (élève de Mabuse) et à Anvers avec Frans Floris.
À la fin du XVIe siècle, les anversois Maarten de Vos, Ambrosius I Francken ou hollandais Otto van Veen, Hendrik Goltzius, Abraham Bloemaert, Friedrich Sustris (en) (fils de Lambert) et Bartholomeus Spranger, choisissent l'éclectisme.
Les spécialistes du portrait sont les flamands Willem Key, Pieter Pourbus et Frans Pourbus l'Ancien ainsi que les hollandais Dirk Jacobsz (en), Dirck Barendsz et Cornelis Ketel, mais Antonio Moro est le seul à obtenir une renommée internationale.
Pieter Brueghel l'Ancien représente le réalisme septentrional, que feront perdurer son fils Pieter Brueghel le Jeune et son petit-fils Pieter Brueghel. Jan Brueghel l'Ancien, autre fils de Pieter Brueghle l'Ancien, est lui un spécialiste de la peinture de paysage et des compositions florales. Ce genre est lancé dans l'école d'Anvers par les flamands Herri Met de Bles et Jacob Grimmer, suivis de Lucas et Marten van Valckenborch (en), liés à Francfort, Paul Bril, Joos de Momper, Tobias Verhaecht (premier maître de Rubens).
Dans les grands bouleversements à la fois politiques et religieux que connaissent les Pays Bas du sud, apparaissent les applications des nouvelles règles de la perspective initiées par les italiens au siècle précèdent. C'est Hans Vredeman de Vries, qui le premier au milieu du XVIe siècle, fit naître par ses traités la « peinture architecturale » comme un vrai sujet à part entière de l'École d'Anvers, et l'apparition du thème des vues d'intérieurs d'églises. Bien qu'à l'origine du genre, il produit peu de tableaux. Il a comme élèves Hendrik van Steenwijck l'Ancien puis son fils Paul Vredeman de Vries ainsi que Hendrick Aerts.
À partir des différents ouvrages publiés par Hans Vredeman de Vries, de nombreux peintres poursuivent et développent cette branche. C'est ainsi que Hendrik van Steenwijck l'Ancien forme à son tour son propre fils Hendrik van Steenwijck le Jeune, et Johann Wolfgang Aveman. Ces deux derniers ayant été formés ensemble, leur production du début du XVIIe siècle est très similaire, et il est particulièrement difficile de fixer certaines attributions.
Un autre artiste, Abel Grimmer, formé par son père Jacob peint surtout des scènes de campagne, des vues de village, des saisons, des mois, mais il aborde par la suite le thème des vues d'intérieurs d'églises en s'inspirant des travaux de Hendrik van Steenwijck l'Ancien et de Paul Vrederman de Vries. On dénombre actuellement plus de 35 tableaux d'intérieurs d'églises qui lui sont attribués[réf. souhaitée].
Puis apparaît la famille Neefs, Pieter le père dit le Vieux ou l'Ancien puis ses deux fils Lodevick « frater » (1617 - ? ) et Pieter le Jeune. Au début de sa carrière, Peeter Neefs le Vieux s'inspire des travaux de Hendrik van Steenwijck le jeune, puis met petit à petit au point ses propres modèles. Ceux-ci furent de plus en plus développés et l'on attribue à l'Atelier des Neeffs plus de 450 tableaux sur le thème des intérieurs d'églises[réf. souhaitée]. Il semblerait que cet atelier à certaines périodes occupait près de 20 collaborateurs sous-traitants et apprentis[réf. souhaitée].
Plus tardivement, l'École d'Anvers comprend sur ce thème les peintres Anton Gunther Gheringh et Wilhelm Schubert van Ehrenberg (1637 - 1676).
Compte tenu des guerres pendant cette période et de la politique de répression de Philippe II d'Espagne, des interventions de l'Inquisition, de nombreux peintres s'exilent, reviennent à Anvers pendant les périodes calmes, puis s'exilent à nouveau. C'est ainsi que certains sont à Aix la Chapelle, Francfort-sur-le-Main, Nuremberg, Prague, Dantzig, etc. et surtout dans les Provinces-Unies : à Delft, Utrecht, Middelbourg, Rotterdam et Amsterdam. C'est ainsi que Bartholomeus van Bassen, natif d'Anvers parmi d'autres, transmettra les règles et usages de l'École d'Anvers à ses élèves dans les Provinces Unies.

### XVIesiècle
- Pieter Aertsen
- Dirck Barendsz
- Paul Bril
- Pieter Bruegel l'Ancien
- Joos van Cleve
- Gillis van Coninxloo
- Frans Floris
- Ambrosius I Francken
- Frans I Francken
- Hieronymus Francken I
- Jan Gossart
- Jacob Grimmer
- Maarten van Heemskerck
- Lucas de Heere
- Jan Sanders van Hemessen
- Dirck Jacobsz
- Willem Key
- Lambert Lombard
- Jan Mandijn
- Jan Matsys
- Quentin Matsys
- Herri Met de Bles
- Joos de Momper
- Antonio Moro
- Adam van Noort
- Joachim Patinier
- Frans Pourbus l'Ancien
- Frans Pourbus le Jeune
- Pieter Pourbus
- Bartholomeus Spranger
- Lambert Sustris
- Lucas van Valckenborch
- Marten van Valckenborch (en)
- Otto van Veen
- Maarten de Vos
- Sebastiaan Vranckx

### XVIIesiècle
- Hendrick van Balen
- Abraham Bloemaert
- Pieter Boel
- Adriaen Brouwer
- Jan Brueghel l'Ancien
- Jan Brueghel le Jeune
- Pieter Brueghel le Jeune
- Gaspard de Crayer
- Abraham van Diepenbeeck
- Antoine van Dyck
- Frans II Francken
- Jan Fyt
- Hendrik Goltzius
- Jacob Jordaens
- Cornelis Ketel
- Adam François van der Meulen
- Erasmus Quellinus II
- Pierre Paul Rubens
- Jan Siberechts
- Frans Snyders
- Friedrich Sustris (en)
- David Teniers le Jeune
- Theodoor van Thulden
- Adriaen van Utrecht
- Tobias Verhaecht
- Cornelis de Vos
- Paul de Vos
- Jan Wildens
- Thomas Willeboirts Bosschaert